# Влажные тропики Квинсленда
Влажные тропики Квинсленда (англ. Wet Tropics of Queensland) — объект Всемирного наследия ЮНЕСКО на северо-восточном побережье материковой части Австралии, на территории штата Квинсленд. Объект представляет район дикой местности, покрытый влажными тропическими лесами и отличающийся большим разнообразием рельефа (реки, ущелья, водопады, горы). Расположен в долине реки Дейнтри, занимая площадь в 8940 км². Включён в список Всемирного наследия в 1988 году.
На территории объекта выделяются три основные географические региона: плато Большого Водораздельного хребта, район Больших утёсов на востоке и прибрежные равнины. Плато имеет сильно эродированный рельеф, образовавшийся как в результате эрозии, так и прошлой вулканической активности. Сохранились отдельные лавовые конусы и кратерные озёра. Район Больших утёсов представляет собой сильно пересечённую местность, подвергнувшуюся катастрофической эрозии. Имеются многочисленные ущелья и водопады, в том числе здесь расположен самый высокий водопад Австралии — Уолламен. В северной части объекта Всемирного наследия расположены обширные районы коралловых рифов.
Климат варьируется от влажного до очень влажного. В году выделяются два сезона: относительно засушливая зима и дождливое лето. Среднегодовое количество осадков колеблется от 4000 мм вблизи побережья до 1200 мм в западной части. Средняя максимальная температура летом у побережья составляет 31 °C, в зимние месяцы — на 5 °C ниже. На плато и в районе утёсов температура летом колеблется от 28 до 17 °C, зимой — от 22 до 9 °C.
Мир флоры и фауны крайне богат: в лесах зарегистрировано около 380 видов растений и 102 вида животных, которые находятся под угрозой исчезновения или считаются редкими. В лесах обитает 30 % всех зарегистрированных в Австралии видов сумчатых животных, 58 % видов летучих мышей, 29 % лягушек, 20 % рептилий, 58 % бабочек и 40 % видов птиц. С научной точки зрения, местные тропические леса имеют важное значение, так как представляют собой огромное скопление древней растительности Австралии, сформировавшейся во время, когда современный материк был ещё частью суперконтинента Гондвана. Имеются обширные мангровые леса площадью около 136 км².
Местные леса являются традиционным местом расселения австралийских аборигенов, которые заселили регион более чем 50 тысяч лет назад.